# Всеукраїнський православний церковний собор 1918
Всеукраїнський православний церковний собор — собор, який було скликано у 1918 році для вирішення питання церковної життєдіяльності, що стала актуальною в зв'язку зі зміною державного устрою Росії та України.
Собор працював протягом всього 1918 року. Всього відбулося 53 засідання, розділені на 3 сесії. Перша сесія тривала складалася з 9 засідань, проходила з 7 (20) січня до 19 січня (2 лютого) в будівлях Київського релігійно-просвітницького товариства (вулиця Велика Житомирська, 9) та Першого київського духовного жіночого училища (Кловський палац). Головував на зібранні єпископ Балтський Пимен. Друга сесія відбулася з 8 (21) червня до 28 червня (11 липня). Тоді, в будинку Релігійно-просвітницького товариства, пройшло 16 засідань. Третя сесія тривала з 17 (30) жовтня по 3 (16) грудня в храмі Благовіщення Пресвятої Богородиці Києво-Печерської лаври. Головував митрополит Київський та Галицький Антоній, відбулося 28 засідань.